# جبل برصايا
جبل برصايا هو جبل في محافظة حلب في شمال سوريا. يقع الجبل بين منطقة أعزاز ومنطقة عفرين.

## الحدود والوصف
يقع الجبل بين سهل أعزاز ووادي نهر عفرين إلى الشرق والغرب، على التوالي. إلى الجنوب يقع جبل سمعان وإلى الشمال سهل كيليس حيث يرتفع نهر أكبينار، أحد ينابيع قويق. يبلغ ارتفاع جبل برصايا حوالي 848 متر. يتم استنزاف الجبل بنهر متقطع يسمى أعزاز، والذي يصب في نهر قويق ويشكل الحد الشمالي لجبل سمعان.

## الحرب الأهلية السورية
انسحبت الحكومة السورية من المنطقة في ربيع عام 2012 بموجب اتفاق مع حزب الاتحاد الديمقراطي، ولم يشهد إقليم إفرين بالكامل أي صراع خلال السنوات الخمس التالية من الحرب. ومع ذلك، خلال العملية العسكرية التركية في عفرين في نهاية يناير عام 2018 ، حيث تم الاستيلاء عليها من قبل القوات التركية، كان الجبل مسرحا للقتال العنيف بين القوات التركية والكردية. وكانت المنطقة محصنة بشكل كبير بمخابئ خرسانية والخنادق والأنفاق التي بناها الأكراد المدافعون.